# Франктаун (Колорадо)
Франктаун (англ. Franktown) — переписна місцевість (CDP) в США, в окрузі Дуглас штату Колорадо. Населення — 409 осіб (2020).

## Географія
Франктаун розташований за координатами 39°23′24″ пн. ш. 104°44′32″ зх. д. / 39.39000° пн. ш. 104.74222° зх. д. (39.389910, -104.742344).  За даними Бюро перепису населення США в 2010 році переписна місцевість мала площу 7,66 км², з яких 7,62 км² — суходіл та 0,04 км² — водойми.

## Демографія
Згідно з переписом 2010 року, у переписній місцевості мешкало 395 осіб у 150 домогосподарствах у складі 124 родин. Густота населення становила 52 особи/км².  Було 159 помешкань (21/км²).
Расовий склад населення:
| - 95,4 % — білих - 2,3 % — азіатів - 0,8 % — корінних американців - 0,8 % — чорних або афроамериканців |

До двох чи більше рас належало 0,8 %. Частка іспаномовних становила 3,5 % від усіх жителів.
За віковим діапазоном населення розподілялося таким чином: 21,3 % — особи молодші 18 років, 63,0 % — особи у віці 18—64 років, 15,7 % — особи у віці 65 років та старші. Медіана віку мешканця становила 49,1 року. На 100 осіб жіночої статі у переписній місцевості припадало 110,1 чоловіків;  на 100 жінок у віці від 18 років та старших — 106,0 чоловіків також старших 18 років.
Середній дохід на одне домашнє господарство  становив 91 543 долари США (медіана — 102 981), а середній дохід на одну сім'ю — 111 179 доларів (медіана — 104 135). 
Цивільне працевлаштоване населення становило 119 осіб. Основні галузі зайнятості: науковці, спеціалісти, менеджери — 30,3 %, освіта, охорона здоров'я та соціальна допомога — 27,7 %, виробництво — 21,8 %.